# John Johnsson (skolledare)
John Peter Johnsson, född 20 augusti 1892 i Högs församling i dåvarande Malmöhus län, död 25 juli 1972 i Lunds domkyrkoförsamling i samma län, var en svensk dövlärare och skolledare.
Efter folkskollärarexamen 1913 och dövstumlärarexamen 1915 var han lärare vid dövstumskolan i Vänersborg 1915–1923, vid Manilla dövstumskola 1923–1930 samt rektor vid dövstumskolan i Gävle från 1931 och vid dövstumskolan i Lund från 1942. Han var även inspektör för dövundervisningen från 1946.
Johnson var sekreterare och ordförande i Dövstumläraresällskapets centralstyrelse i olika perioder 1928–1946 och sakkunnig för dövlitteratur 1931–1947. Från 1936 var han huvudredaktör för "Nordisk tidskrift för dövstumskolan" och utgav bland annat läroböcker i historia och kristendomskunskap för dövstumskolorna.
John Johnsson var från 1948 till sin död gift med husmor Lilly Johanna Sofia Schröder (1892–1980).